# Стракинешти (Валча)
Стракинешти (рум. Străchinești) насеље је у Румунији у округу Валча у општини Градиштеа. Oпштина се налази на надморској висини од 276 m.

## Становништво
Према подацима из 2002. године у насељу је живело 41 становника, од којих су сви румунске националности.